# European Family Business
European Family Business és una organització privada europea sense ànim de lucre creada el 1999 que actua com a federació d'associacions nacionals que representen empreses familiars a llarg termini, incloses les petites, mitjanes i grans empreses.
Les empreses familiars donen feina a més d'un 40% dels treballadors de la Unió Europea, si no es té en compte el sector públic.

## Membres[3]
- Alemanya: Die Familienunternehmer
- Andorra: Empresa Familiar Andorrana
- Bèlgica: FBN Belgium

- Bulgària: FBN Bulgaria
- Espanya: Institut de l'Empresa Familiar

- Estònia: Estonian Family Entrepreneurs Association
- Finlàndia: Perheyritysten liitto
- França: FBN France i Mouvement Des Entreprises de Taille Intermédiaire

- Itàlia: The Italian Association of Family Businesses (AIdAF)
- Malta: Family Business Office Malta
- Països Baixos: FBNed
- Portugal: Associação das Empresas Familiares
- Regne Unit: Institute for Family Business
- Romania: FBN Romania
- Suècia: Family Business Network
- Altres: Les Henokiens